# 영덕군 (선거구)
영덕군은 대한민국의 옛 국회의원 선거구이다. 당시 경상북도 영덕군 지역을 관할했다.

## 역사
제헌 국회의원 선거를 앞두고 영덕군 전 지역을 관할하는 선거구로 신설되었다.
제6대 국회의원 선거를 앞두고 청송군 선거구와 통합되면서 청송군·영덕군 선거구를 이루게 됨에 따라 폐지되었다.

## 역대 국회의원
| 선거   | 정당 | 정당               | 의원   |
| ------ | ---- | ------------------ | ------ |
| 1948년 |      | 대한독립촉성국민회 | 오택열 |
| 1950년 |      | 무소속             | 한국원 |
| 1954년 |      | 자유당             | 김원규 |
| 1958년 |      | 자유당             | 김원규 |
| 1960년 |      | 민주당             | 김영수 |

## 역대 선거 결과

### 대한민국 제헌 국회의원 선거
| 대한민국 제헌 국회의원 선거경상북도 영덕군 |        |                    |        |        |      |      |  |
|                                            |        |                    |        |        |      |      |  |
| 후보                                       | 후보   | 정당               | 득표   | 득표율 | 당락 | 비고 |  |
|                                            | 오택열 | 대한독립촉성국민회 | 무투표 | 무투표 | 당선 |      |  |
| 합계                                       | 합계   | 합계               | 0표    |        |      |      |  |

### 대한민국 제2대 국회의원 선거
|  | 20.67% |

|  | 17.71% |

|  | 16.72% |

|  | 12.69% |

|  | 11.72% |

|  | 6.65% |

|  | 6.63% |

|  | 4.28% |

|  | 2.87% |

### 대한민국 제3대 국회의원 선거
|  | 53.41% |

|  | 15.06% |

|  | 11.29% |

|  | 10.37% |

|  | 5.33% |

|  | 4.51% |

### 대한민국 제4대 국회의원 선거
| 대한민국 제4대 국회의원 선거경상북도 영덕군 |        |        |        |        |      |      |  |
|                                             |        |        |        |        |      |      |  |
| 후보                                        | 후보   | 정당   | 득표   | 득표율 | 당락 | 비고 |  |
|                                             | 김원규 | 자유당 | 무투표 | 무투표 | 당선 |      |  |
| 합계                                        | 합계   | 합계   | 0표    |        |      |      |  |

### 대한민국 제5대 국회의원 선거
|  | 57.61% |

|  | 22.36% |

|  | 20.01% |